# Aedes pallidostriatus
Aedes pallidostriatus är en tvåvingeart som först beskrevs av Theobald 1907.  Aedes pallidostriatus ingår i släktet Aedes och familjen stickmyggor. Inga underarter finns listade i Catalogue of Life.